# Chayuzi
Chayuzi är en ort i Azerbajdzjan.   Den ligger i distriktet Jardymly, i den södra delen av landet, 220 km sydväst om huvudstaden Baku. Chayuzi ligger 895 meter över havet och antalet invånare är 956.
Terrängen runt Chayuzi är kuperad norrut, men söderut är den bergig. Chayuzi ligger nere i en dal. Närmaste större samhälle är Yardımlı, 4,8 km nordost om Chayuzi. 
Omgivningarna runt Chayuzi är en mosaik av jordbruksmark och naturlig växtlighet. Runt Chayuzi är det ganska tätbefolkat, med 67 invånare per kvadratkilometer.